# 法政大学日本統計研究所
法政大学日本統計研究所（ほうせいだいがくにほんとうけいけんきゅうしょ、Japan Statistics Research Institute of Hosei University）は法政大学の付置研究所。統計に関する総合的調査研究を目的とする研究機関である。

## 概要
1943年（昭和18年）、第二次世界大戦中に日本銀行内に開設された国家資力研究所をその前身組織とする。戦後、財団法人日本統計研究所として独立し、1981年（昭和56年）に法政大学の附置研究所となる。現在の所長は菅幹雄。

## 沿革
- 1941年（昭和16年） - 大蔵省内に国家資力研究室を設置。
- 1943年（昭和18年） - 日本銀行内に国家資力研究所を設立。
- 1946年（昭和21年） - 財団法人日本統計研究所に改組・設立（所長大内兵衛、専務理事高橋正雄）。
- 1953年（昭和28年） - 法政大学構内に移転（53年館内）。
- 1974年（昭和49年） - 『法政大学日本統計研究所蔵書目録』を刊行。
- 1976年（昭和51年） - 『研究所報』を創刊。
- 1981年（昭和56年） - 法政大学の付置研究所となる。
- 1985年（昭和63年） - 多摩キャンパスへ移転。
- 2006年（平成18年） - 大内賞を受賞（研究組織としては初）。
- 2010年（平成22年） - 独立行政法人統計センターと連携協力協定を締結。

## 所在地
東京都町田市相原4342（法政大学多摩キャンパス内 図書館・研究棟５F）

## 参考
- 『法政大学百年史』（法政大学、1980年）
- 法政大学日本統計研究所